# Ахметов, Елеусин
Елеусин Ахметов (1882—1958) — советский животновод, заведующий коневодством колхоза имени Красина Испульского района Гурьевской области, Казахская ССР. Герой Социалистического Труда (1948).

## Биография
Родился в 1882 году в селе Горы в Индерском районе Атырауской области Казахстана.
В 1932—1934 годах работал конюхом в колхозах «Красин» и «Правда».
В 1934—1958 годах возглавлял товарную конеферму колхоза «Путь Ильича», а затем колхоза созданного на его основе. Коллектив фермы во главе с Е.Ахметовым в 1947 году при выпасе лошадей получил 157 жеребят от 166 кобыл, в следующем году вырастил 216 жеребят от 228 кобыл.
Указом Президиума Верховного Совета СССР от 23 июля 1948 года «за получение высокой продуктивности животноводства в 1947 году при выполнении колхозом обязательных поставок сельскохозяйственных продуктов и плана развития животноводства» удостоен звания Героя Социалистического Труда с вручением ордена Ленина и золотой медали «Серп и Молот»